# COROT-11b
CoRoT-11b es el primer planeta descubierto por la misión CoRoT que pertenece al sistema de la estrella CoRoT-11.